# Otto Lanz
Otto Lanz (ur. 14 października 1865 w Steffisburgu, zm. 23 marca 1935 w Amsterdamie) – szwajcarski lekarz, chirurg, kolekcjoner sztuki renesansowej.
Studiował medycynę w Genewie, Bazylei, Bernie, Lipsku i Monachium. W 1888 został asystentem Ludwiga Lichtheima. Od 1890 asystent w klinice chirurgicznej u Emila Theodora Kochera w Bernie. W 1893 został privatdozentem. Od 1902 na katedrze w Amsterdamie. 
Jego imieniem nazwano punkt Lanza.

## Wybrane prace
- Zu der Schilddrüsenfrage. Sammlung klinischer Vorträge. Leipzig 1894.
- Beiträge zur Schilddrüsenfrage. Mitt. Klin. und. med. Inst. d. Schweiz. Basel and Leipzig 1895.
- Het streven naar volmaakte asepsis. Geneeskundige bladen uit kliniek en laboratorium voor de praktijk, Haarlem 1904.
- Die Transplantation betreffend. Zentralblatt für Chirurgie 35 (1), S. 1–32 (1908)
- Der McBurney’sche Punkt. Zentralblatt für Chirurgie 35, S. 185–190 (1908)